# Лаврентій Бріндізький
Лаврентій Бріндізький (при народженні Джуліо Чезаре Руссо італ. Giulio Cesare Russo; 22 липня 1559, Бриндізі — 22 липня 1619, Лісабон) — римо-католицький священник і теолог, а також член Ордену Братів Менших Капуцинів. Будучи досвідченим лінгвістом, Лаврентій, окрім своєї рідної італійської, міг вільно читати та розмовляти латинською, івритом, грецькою, німецькою, чеською, іспанською та французькою мовами. Висвячений на священника у 23 роки. Беатифікований 1 червня 1783 року і канонізований як святий 8 грудня 1881 року, проголошений учителем церкви 1959 року.

## Життя святого
Джуліо Чезаре Руссо народився в Бриндізі, у Неаполітанському королівстві, в родині венеційських купців. Його навчання було доручено конвентуалам Бріндізі. Проявивши ранній ораторський дар, його обирали, для того щоб, згідно з італійським звичаєм, звернутись до своїх співвітчизників з короткою проповіддю про Дитятко Ісуса під час Різдвяних свят. Коли Джуліо було дванадцять років, помер його батько, і він продовжив навчання в коледжі Святого Марка у Венеції під наглядом одного зі своїх дядьків.
Чезаре приєднався до капуцинів у Вероні, вибравши ім'я Лаврентій. Далі навчався в Падуанському університеті. Будучи досвідченим лінгвістом, Лаврентій, крім своєї рідної італійської мови, міг вільно читати та розмовляти латинською, івритом, грецькою, німецькою, богемською, іспанською та французькою мовами. Ще будучи дияконом, він виголошував великопісні проповіді у Венеції. Лаврентій був висвячений на священника у 23-річному віці.
У 31-річному віці Лаврентій був обраний настоятелем францисканської провінції капуцинів у Тоскані. 1596 року він був призначений генеральним дефінітором для капуцинів у Римі. Папа Климент VIII доручив йому проповідувати євреям у місті. Його знання єврейської мови дуже допомогло в цьому відношенні. Починаючи з 1599 року, Лаврентій заснував монастирі капуцинів у сучасній Німеччині та Австрії, сприяючи Контрреформації та повертаючи багатьох протестантів до католицької віри. Він також заснував монастирі у Відні, Празі та Граці.
Саме з нагоди заснування Празького монастиря 1601 року він був призначений імперським капеланом армії Рудольфа II, імператора Священної Римської імперії, і успішно залучив Філіпа Еммануеля, герцога Меркеура, для допомоги у боротьбі проти османських турків. Потім він очолював армію під час облоги Секешфегервара в Угорщині від Османської імперії, озброєний лише розп'яттям. На прохання короля Рудольфа, проводив місії у Чехії, Австрії та Угорщині, аби якось розібратися з гуситами і протестантами. Усюди подорожував пішки, а по монастирях незмінно проводив капітули, викорінюючи відступи від уставу та наполягаючи на дотриманні всіх правил монашого життя. Св. Лаврентій найбільше любив час відправлення св. Меси й казав, що це — «його небо на землі».
1602 року Лаврентій був обраний генеральним вікарієм братів капуцинів, на той час найвищою посадою в Ордені. Він був обраний знову 1605 року, але відмовився від посади. До самої смерті він був найкращим порадником своїх наступників. Вступив на службу до Святого Престолу, став папським нунцієм у Баварії. Після служби нунцієм в Іспанії він пішов у монастир у 1618 році. 1619 року був відкликаний як спеціальний посланник короля Іспанії щодо дій віце-короля Неаполя, і після завершення своєї місії помер у Лісабоні у день свого 60-річчя.
Був похований в монастирі кларисок Convento de la Anunciada (монастир Благовіщення) у Віллафранка-дель-Б'єрсо, Іспанія.

## Шанування
Беатифікований у 1783 році Папою Пієм VI і канонізований у 1881 році Папою Левом XIII. 1959 року Папа Іван XXIII проголосив його учителем Церкви з титулом «Апостольський учитель».
В іконографії зображається в коричневому капуцинському габіті. Його атрибути: образ Матері Божої, перо, лілія, череп, ангел з короною.

## Праці
Повне зібрання творів св. Лаврентія Бріндізького було опубліковано в 15 томах у виданні між 1926 і 1956 роками, головну частину яких становить полеміка з лютеранами. Вони включають:
- Mariale
- Lutheranismi hypotyposis
- Explanatio in Genesim
- Quadragesimale primum
- Quadragesimale secundum
- Quadragesimale tertium
- Quadragesimale quartum
- Adventus
- Dominicalia
- Sanctorale
- Sermones de tempo

Його оригінальні рукописи складаються з 13 томів на пергаменті та зберігаються в Archivio dei Cappuccini di Mestre.